# Téléphérique de Narikala
 (juillet 2017).
Si vous disposez d'ouvrages ou d'articles de référence ou si vous connaissez des sites web de qualité traitant du thème abordé ici, merci de compléter l'article en donnant les références utiles à sa vérifiabilité et en les liant à la section « Notes et références ».
Le téléphérique de Narikala (en géorgien : თბილისის საბაგირო) est un téléphérique reliant Tbilissi  centre, à Narikala, ancienne forteresse dominant la ville.

## Ligne
En 2018, il existe 3 lignes de téléphérique, qui relient Tbilissi à Narikala.
- : Tbilissi - Tortoise Lac,
- : Tbilissi - Universitee - Bagebi
- : Tbilissi - Narikala,
- : Tbilissi - Place de la Liberte - Sololaki (en construction).
- : Tbilissi - Sololaki - Panorama Tbilissi (en construction).